# Rudy Soetewey
Rudy Soetewey (Wilrijk, 10 mei 1955) is een Vlaamse schrijver.

## Biografie
Rudy Soetewey woont al jaren in Edegem.
Hij is in 1976 afgestuurd als regent aardrijkskunde-wetenschappen aan de rijksnormaalschool van Lier en werkt al meer dan 20 jaar in het gemeenschapsonderwijs.
Zijn eerste boek (Bedrieglijke eenvoud) werd in 1992 uitgegeven.
In 2007 schreef hij ook een toneelstuk.
Zijn boeken werden o.a. bij de uitgeverijen Manteau, Meulenhoff en Kramat gepubliceerd, zijn toneelstukken bij Toneelfonds J. Janssens.
Daarnaast is hij ook druk met muziek (Antwerpse, humoristische folkrock). Hij schreef al vele liedjes waar hij echter geen commerciële bedoelingen mee heeft.

## Prijzen en nominaties
- Inbraak (2001) werd genomineerd voor de Hercule Poirotprijs 2001, de Schaduwprijs 2002, en De Gouden strop 2002.
- Moord (2007) werd genomineerd voor de Gouden Strop 2007 en voor de Hercule Poirotprijs 2007.
- In 2011 won hij de Hercule Poirotprijs met Getuigen.
- Voor 2017 kreeg hij de Diamanten Kogel 2013.[1]

## Toneelstukken
- Op eigen benen
- Tot de dood ons scheidt
- Een weekendje moorden
- Mijn man doet het niet meer, dokter
- Horrorscoop
- Spiegeleieren of omelet
- Bizar bezoek
- Met alle middelen
- Inbraak (dit is gebaseerd op boek Inbraak van Rudy Soetewey)